# 関矢幸雄
関矢 幸雄（せきや ゆきお、1926年7月23日 -2021年3月28日）は日本の演出家、振付師。
海軍飛行予科練習生を経て、戦後は小学校の教員。俳優座の3期生を中退。創作舞踊家として『地霊』『黒い沼』で高松宮賞や文部大臣賞および舞踊詩『越後山脈』の序章「山ふところ」で芸術選奨を受賞。
東宝で多くのミュージカルのステージングで『マイ・フェアレディ』『屋根の上のヴイオリン弾き』等を手掛ける。
1962年からは、劇団風の子など多くの児童劇団を演出。『ぼくらのロングマーチ』（劇団風の子）は芸術祭優秀賞を受賞。
その他、『悟空誕生』（劇団むすび座）『風を見た少年』（劇団あとむ）『楢山節考』（劇団ひまわり）『金剛山のトラ退治』（劇団ともしび）等を手がける。
作品に『素劇あゝ東京行進曲』［読売演劇大賞第１回 優秀演出家賞 受賞作品 （劇団1980）］、『青い鳥』（あとむ、かかし座、ひまわり、ともしび4劇団合同）、貞子韓国舞踊団舞踊劇『アリアリ』、『イソップランドの動物たち』（遊玄社）等がある。
80歳を過ぎても現役の演出家として活動し、90歳を迎えた2016年には「走れメロス（劇団あとむ）」を手がけた。ー

## 栄典
- 紫綬褒章 - 1991年（平成3年度）
- 勲四等旭日小綬章 - 1996年（平成8年度）